# Tangguoa laibin
Espèce
Tangguoa laibin est une espèce d'araignées aranéomorphes de la famille des Pholcidae.

## Distribution
Cette espèce est endémique du Guangxi en Chine,. Elle se rencontre dans le xian de Xiangzhou.

## Description
Le mâle holotype mesure 2,84 mm et la femelle paratype 3,44 mm.

## Étymologie
Son nom d'espèce lui a été donné en référence au lieu de sa découverte, Laibin.

## Publication originale
- Yao, Luo & Li, 2021 : « Tangguoa gen. nov., one new genus of daddy-long-leg spiders (Araneae: Pholcidae) from southern China. » Zootaxa , no 4938(1), p. 131-140.